# Piedrahíta (Teruel)
Piedrahíta es una localidad española del municipio de Loscos, perteneciente a la provincia de Teruel, en la comunidad autónoma de Aragón.

## Geografía
Pertenece a la comarca del Jiloca. La localidad está situada entre las sierras de Oriche y Cucalón, con una altitud de 1129 m. Los pueblos más cercanos son al sur Fonfría, al este Rudilla, al norte Mezquita de Loscos y Loscos y al oeste El Colladico y Bea. 

## Historia
Entre los años 1495 y 1646 se conoció a este lugar con el nombre de Piedrafita, para pasar adquirir su actual denominación en el año 1713. A mediados del siglo XIX, el lugar, por entonces con ayuntamiento propio, tenía contabilizada una población de 194 habitantes. Aparece descrito en el decimotercer volumen del Diccionario geográfico-estadístico-histórico de España y sus posesiones de Ultramar de Pascual Madoz de la siguiente manera:

PIEDRAHITA: l. con ayunt. en la prov. de Teruel (14 leg.), part. jud. de Segura (3 1/2), aud. terr. y dióc. de Zaragoza (13), y c. g. de Aragon. sit. muy próximo al limite set. de la prov. con esposicion al S., entre dos sierras; goza de clima sano y no se conocen enfermedades especiales. Se compone de unas 55 á 60 casas de inferior construccion; igl. parr. (S. Pablo Apóstol), servida por un cura de entrada y de concurso general, y un cementerio que en nada perjudica á la salud pública. Confina el térm. por el N. con el Collado y Mezquita de Loscos; E. Monforte; S. Fonfría, y O. Boa. El terreno es montuoso y de mediana calidad, estando cultivado unas 700 obradas de tierra, y lo demas cubierto de monte carrascal; pasa por él un arroyo que generalmente lleva poca agua, mas en tiempo de lluvias impulsa con sus corrientes un molino harinero. caminos: son de herradura, y conducen á los pueblos limítrofes. El correo se recibe de la cab. del part. dos veces en la semana. prod.: trigo de buena calidad, aunque con poca abundancia, judias, algunas otras semillas y patatas; hay ganado lanar en corto numero; y caza de conejos y perdices. pobl.: 48 vec., 194 alm. riqueza imp.: 19,999 rs.
(Madoz, 1849, p. 18)

En el censo de 1857 el municipio creció, al absorber el término de El Colladico.
Hasta la reforma de la nomenclatura municipal de 1916 el municipio se llamaba simplemente Piedrahita. En dicha fecha su nombre fue modificado por el de Piedrahita y el Colladico. En 1930 el término disminuyó, al segregarse El Colladico. El municipio de Piedrahíta desapareció en 1970, al ser incorporado junto con los de Mezquita de Loscos y El Colladico al de Loscos.

## Demografía
| Gráfica de evolución demográfica de Piedrahíta entre 1842 y 1960 |
| |
| Población de derecho según los censos de población del INE Población de hecho según los censos de población del INEEn este censo se denominaba Piedrahíta y El Colladico: 1920 Entre el censo de 1857 y el anterior, crece el término del municipio porque incorpora a 44501 (El Colladico) Entre el censo de 1930 y el anterior, disminuye el término del municipio porque independiza a 44501 (El Colladico) Entre el censo de 1970 y el anterior, este municipio desaparece porque se integra en el municipio 44141 (Loscos) |

## Fiestas
Celebra sus fiestas el 14 de septiembre, en honor a la exaltación de la Santa Cruz.